# Rhea Corner
Rhea Corner är en bergstopp i Antarktis. Den ligger i Västantarktis. Argentina, Chile och Storbritannien gör anspråk på området. Toppen på Rhea Corner är 500 meter över havet.
Terrängen runt Rhea Corner är platt åt nordväst, men åt sydost är den kuperad. Trakten är obefolkad. Det finns inga samhällen i närheten.